# Cagan-Usun
Cagan-Usun (ros. Цаган-Усун) – wieś w Rosji, w Buriacji, w rejonie dżydińskim. W 2010 liczyła 276 mieszkańców.